# Emmen (Drenthe)
Emmen − miasto w północno-wschodniej Holandii, w gminie Emmen (prowincja Drenthe), w pobliżu granicy z Niemcami. Według spisu ludności miejscowość liczy 113 652 mieszkańców. Miejscowość posiada ogród zoologiczny.
W mieście rozwinął się przemysł chemiczny.